# Pherbellia propages
Pherbellia propages är en tvåvingeart som beskrevs av Steyskal 1967. Pherbellia propages ingår i släktet Pherbellia och familjen kärrflugor. Inga underarter finns listade i Catalogue of Life.